# Blumroth
Blumroth – wieś w gminie Welver w powiecie Soest, w kraju związkowym Nadrenia Północna-Westfalia, w rejencji Arnsberg.

## Demografia
Według spisu ludności z końca 2024 roku, w Blumroth mieszkało 58 mieszkańców, z czego 30 to mężczyźni, a 28 kobiety.

## Geografia

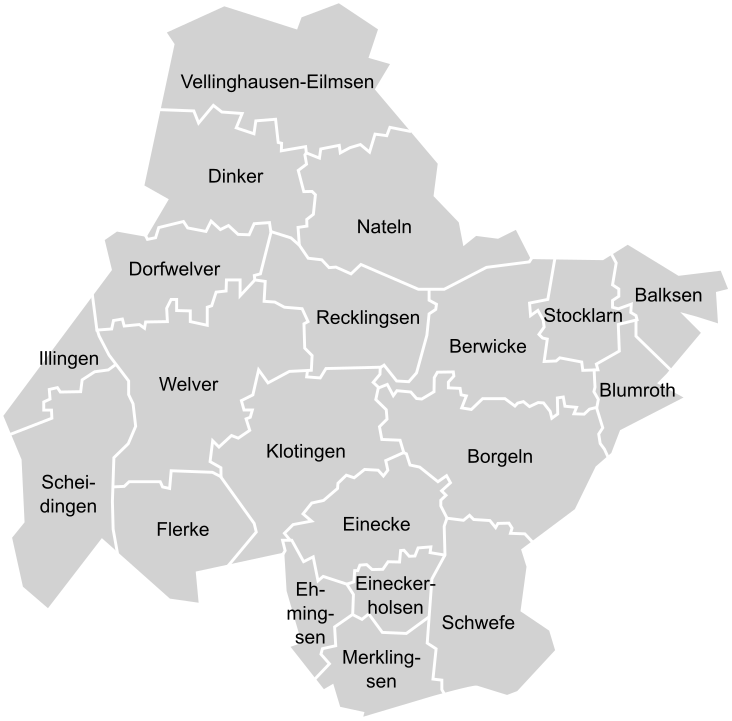
Dzielnice gminy Welver

Blumroth mierzy powierzchnię 2,50 km².
Dzielnica leży we wschodniej części gminy i graniczy z czterema innymi dzielnicami: Balksen, Stocklarn, Borgeln i Berwicke.

## Etymologia
Nazwa wsi wywodzi się od dawnego właściciela terenów Christiano de Blomenrode.

## Historia
Pierwsza wzmianka o Blumroth pochodzi z 1282 roku.

### Reorganizacja gmin
W ramach reorganizacji gmin 1 lipca 1969 roku Blumroth wraz z 20 innymi miejscowościami stało się częścią nowej gminy Welver.

## Polityka
Burmistrzem Blumroth jest Friedrich Bußmann.